# Goetzeoideae
Goetzeoideae, potporodica biljaka dvosupnica, dio porodice Solanaceae. Sastoji se od 7 rodova s 12 vrsta; tipični je Goetzea, s dvije vrste grmova iz Kariba
Kao porodica Goetzeaceae Miers opisana je u Transactions of the Linnean Society of London 27: 191. 1870.

## Opis
Coeloneurum, Espadaea, Henoonia i Goetzea su grmovi i drveće koji su endemični za otoke Kuba, Hispaniola i Portoriko u Velikim Antilima. Provedena je filogenetska analiza kako bi se razjasnili evolucijski odnosi među njima i s drugim glavnim lozama Solanaceae. DNA sekvence kloroplastnih gena ndhF, rbcL i trnL-trnF intron i međugenska razmaknica dobivene su za dvadeset i dvije svojte, a sekvence nuklearne rDNA ITS regije dobivene su za osam svojti koje sadrže skup podataka od preko 5000 bp. Zaključena filogenija grupira antilske rodove zajedno s južnoameričkim Metternichia i Duckeodendron u kladu unutar Solanaceae, ukazujući na širi opseg Goetzeoideae. I kloroplastni i nuklearni skupovi podataka pronalaze sljedeće odnose među antilskim taksonima: (Coeloneurum, Henoonia, Espadaea, Goetzea). Južnoamerički rodovi Metternichia i Duckeodendron su prva, odnosno druga sestrinska skupina antilskih rodova. Bliski odnos Metternichije s antilskim rodovima također je podržan morfologijom peludi. Filogenetski zaključci sugeriraju da su antilske taksone prvo zauzele kserična okruženja i evoluirale u mezičnija staništa. Florne karakteristike ukazuju na evoluciju sustava oprašivanja od noćnog, oprašivanja kukcima kod Duckeodendrona i Metternichije do dnevnog, oprašivanja pticama u antilskim rodovima. Duckeodendron i antilski rodovi proizvode koštunice, ali njihova kontrastna morfologija i anatomija sugeriraju da su te vrste voća nastale iz zasebnih evolucijskih događaja.

## Rodovi
1. Reyesia Clos (4 spp.)
2. Tsoala Bosser & D´Arcy (1 sp.)
3. Metternichia J. C. Mikan (2 spp.)
4. Coeloneurum Radlk. (1 sp.)
5. Henoonia Griseb. (1 sp.)
6. Espadaea A. Rich. (1 sp.)
7. Goetzea Wydler (2 spp.)